# 91 Dywizja Piechoty
91 Dywizja Piechoty (niem. 91. Infanterie-Division) – niemiecka dywizja z czasów II wojny światowej, sformowana na mocy rozkazu z 15 stycznia 1944, w 25. fali mobilizacyjnej na poligonie Baumholder w XII Okręgu Wojskowym. Pierwotnie sformowana jako dywizja powietrznodesantowa, służyła jako klasyczna dywizja piechoty.

## Struktura organizacyjna
- Struktura organizacyjna w styczniu 1944:

1057. i 1058. pułk grenadierów, 191. pułk artylerii, 191. batalion pionierów, 191. kompania przeciwpancerna, 191. oddział łączności, 191. kompania przeciwlotnicza;

## Dowódcy dywizji
- Generalleutnant Bruno Ortner 10 II 1944 – 25 IV 1944;
- Generalmajor Wilhelm Falley 25 IV 1944 – 6 VI 1944[a];
- Generalmajor Bernhard Klosterkemper 6 VI  – 10 VI 1944;
- Generalmajor Eugen König 6 VI 1944 – 10 VIII 1944;

## Szlak bojowy
Dywizja stacjonowała na półwyspie Cotentin. W pierwszych dniach po lądowaniu Aliantów w Normandii poniosła tak ciężkie straty, że przyłączono ją do 77 Dywizji Piechoty. Niedobitków wysłano później do rejonu Eifel, gdzie jednostkę odbudowano. Po powrocie na front dywizja walczyła pod Rennes i została ponownie rozbita. 5 listopada 1944 r. jej resztki wchłonęła 344 Dywizja Grenadierów Ludowych.